# Komárov (district de Zlín)
Pour les articles homonymes, voir Komárov.
Komárov (en allemand : Komarow) est une commune du district et de la région de Zlín, en République tchèque. Sa population s'élevait à 316 habitants en 2020.

## Géographie
Komárov se trouve à 11 km au sud-ouest de Zlín, à 71 km à l'est de Brno et à 249 km au sud-est de Prague.
La commune est limitée par Oldřichovice et Karlovice au nord, par Lhota et Šarovy à l'est, par Březolupy et Topolná au sud, et par Napajedla et Pohořelice à l'ouest.

## Histoire
La première mention écrite du village date de 1349.

## Galerie

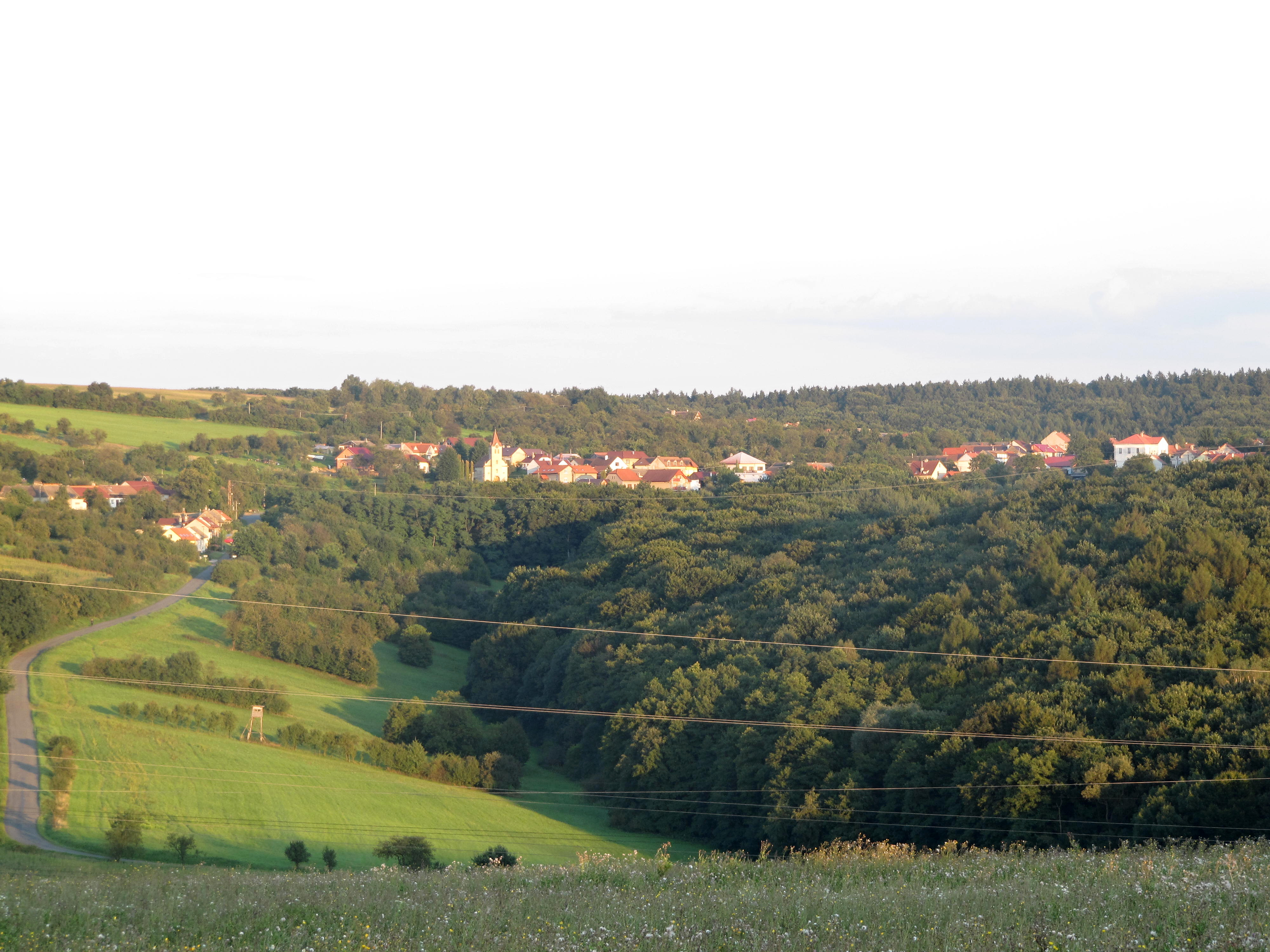
Vue générale.
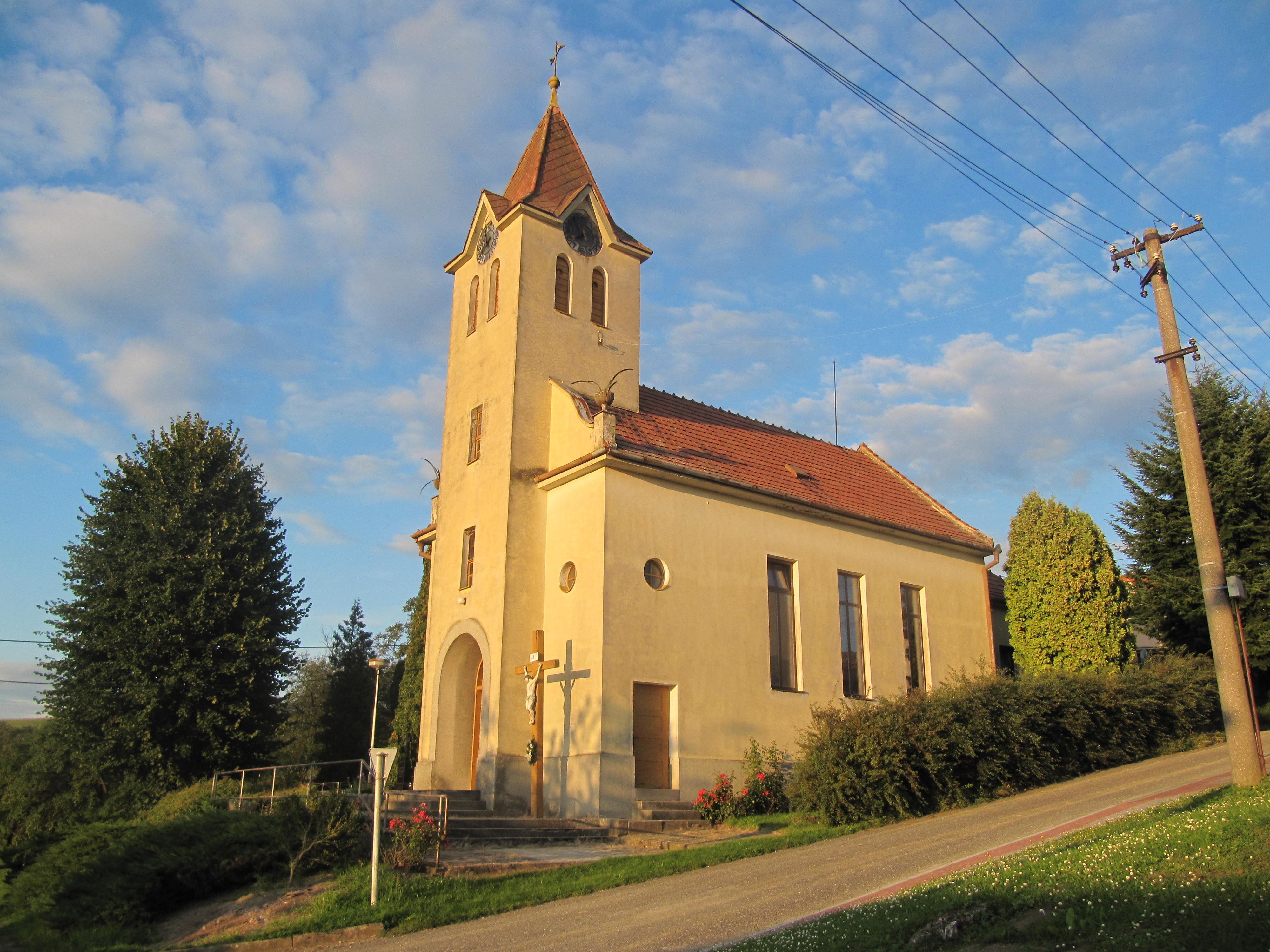
Église Saint-Antoine-de-Padoue.